# Gavin Casalegno
Gavin Casalegno, född 2 september 1999 i Dallas i Texas, är en amerikansk skådespelare och fotomodell. Han är mest känd för att spela rollen som Jeremiah Fisher i Amazon Prime Video-serien Sommaren jag blev vacker, som är baserad på Jenny Hans roman med samma namn. Han har också medverkat i andra projekt, som den Darren Aronofsky-regisserade långfilmen Noah och den sjunde säsongen av TV-serien The Vampire Diaries (avsnittet "Mommie Dearest").
Casalegno började dejta dansaren, modellen och skådespelerskan Larsen Thompson år 2016. Paret skulle dock komma att göra slut under år 2022.

## Filmografi (i urval)

### Filmer
- 2014 – Noah
- 2014 – When the Game Stands Tall

### TV-serier
- 2010 – Chase (TV-serie)
- 2015 – The Vampire Diaries (TV-serie)
- 2021 – Walker (TV-serie)
- 2022–nutid – Sommaren jag blev vacker (TV-serie)